# Månpyramiden
Månpyramiden är den näst största pyramiden i ruinstaden Teotihuacán cirka 50 kilometer nordost om Mexico City. Platsen blomstrade mellan omkring år 100 och 600 och finns på Unescos världsarvslista (1987).
Tillsammans med Quetzalcóatl-templet och Solpyramiden har Månpyramiden bevarats i ruinstaden. Den färdigställdes omkring år 450 och efterliknar det närliggande berget Cerro Gordo i norr. Pyramiden täcker en äldre konstruktion som är uppförd före Solpyramiden och är äldre än år 200 e.Kr.
Månpyramiden konstruerades mellan 100 och 450 e.Kr. och är 40 meter hög. En plattform på pyramidens topp brukades för ceremonier till spindelgudinnan Teotihuacans ära. Hon var vattnets och jordens gudinna, liksom fruktsamhetens och även skapelsens gudinna. Mitt emot denna plattform ligger ”Månens torg”, som också kallas ”Teotihuacans kors”. Där hittades den 300 ton tunga statyn av vattengudinnan Chalchiutlicue, som nu finns utställd vid Museo National de Antropología.

## Utgrävningar
Arkeologiska utgrävningar under Månpyramiden påbörjades 1998. Genom att gräva tunnlar under byggnadsverket kunde åtminstone sex renoveringar och tillbyggnader av pyramiden fastställas. Utgrävningarna gav också arkeologerna en tydligare uppfattning om ruinstadens historia och tidslinje. 1999 upptäcktes en grav som hörde till den femte tillbyggnaden av pyramiden. Den innehöll fyra människoskelett, djurben, ädelstenar, obsidian och en rad andra värdeföremål. Arkeologerna uppskattar att begravningen ägde rum någon gång mellan 100 och 200 e.Kr.
En annan grav, som tillägnats spindelgudinnan Teotihuacan, upptäcktes redan 1998. Den daterades till den fjärde tillbyggnaden och innehöll endast ett människoskelett. En man som offrats och låg i graven tillsammans med en varg, jaguar, puma, ormar, fåglar och mer än 400 andra reliker, bland annat en stor grönsten och obsidianfiguriner, ceremoniella knivar och spjutspetsar.